# Ия Кива
Ия Кива (на украински: Iя Кiва) е украинска поетеса и преводачка.

## Биография
Родена е на 4 май 1984 г. в Донецк. Завършва руска филолофия и културология в Донецкия национален университет. Работи като журналист, преводач и редактор. През лятото на 2014 г. се премества в Киев.
Първите ѝ публикации са в антологиите „Украинска надежда“ и „Антология на младата украинска поезия от третото хилядолетие“. Публикува в редица издания като „Воздух“, „Крещатик“, „Волга“, „Интерпоэзия“, „Ф-письмо“, «Цирк „Олимп“+TV», TextOnly, „Двоеточие“, „Критика“, Asymptote, „Новый мир“, алманах „Артикуляция“, сайтовете Soloneba, Litcentr, „полутона“ и др.
Превежда украински автори на руски език, сред които Сергей Жадан, Олег Коцарев, Юлия Стахивска, Олена Хюсейнова и др. Превежда също беларуски и полски автори. В неин превод на украински език излиза романът на Мария Галина „Автохтони“ (2016).
През 2018 г. излиза дебютната ѝ стихосбирка „По-далеч от рая“, написана на руски и украински, която влиза в списъка на най-добрите книги на годината на украинския ПЕН клуб. През 2019 г. излиза втората ѝ книга „Първата страница на зимата“ на украински.
Член е на украинския ПЕН клуб. Лауреат е на конкурсите „Нестор Летописец“ (2019), „Емигрантска лира“ (2016), Metaphora (2020), носителка е на премиите „Юрий Каплан“ (2013), „Смолоскип“ (2019), „ЛитАкцент“ (2019). По нейни стихове е създадено музикалното произведение „Sign of presence“ от Алла Загайкевич. Освен това е стипендиантка на програмата на Министерството на културата на Полша „Gaude Polonia“.
В края на 2022 г. в България излиза стихосбирката ѝ „Свидетел на безименност“, като текстовете са преведени от Денис Олегов.

### Самостоятелни книги
- Подальше от рая (изд. „Каяла“, 2018, ISBN 978-617-7390-70-0)
- Перша сторiнка зими (изд. „Дух и литера“, 2019, ISBN 978-966-378-686-5)[8]
- Ми прокинемось іншими (интервюта с беларуски писатели, изд. „Видавництво 21“, 2021)
- Свидетел на безименност (на български език, превод: Денис Олегов, изд. „Знаци“, 2022, ISBN 978-619-7707-02-1)[9]
- Чорні троянди часу / Czarne róże czasu (билингва, на полски и украински, превод на полски: Анета Каминска, изд. „Pogranicze", 2022)

### Сборни издания
- Порода. Антология на украинските писатели от Донбас – 2017
- Украинска надежда. Антология поезия (на полски език) – 2017
- Антология на младата украинска поезия от третото хилядолетие – 2018
- Поетично метро – 2020
- Какво ще ни даде сила? Есета на украински интелектуалци на тема на фокус на украинския ПЕН клуб 2019/20 - 2021

### Преводи
- Мария Галина – Автохтони (2016)
- Лесик Панасюк – Викове на ръцете. Стихотворения (2018) /преводи на Ия Кива, Дмитрий Кузмин, Станислав Белский, Владимир Коркунов, Екатерина Деришева/
- Глория Костер – Рути – червената качулка (2019)
- Ерик Кимел – Гершон и неговото чудовище (2020)
- Памела Мейер – Не кихай на сватбата (2020)